# Gliricidia sepium
Gliricidia sepium är en ärtväxtart som först beskrevs av Nikolaus Joseph von Jacquin, och fick sitt nu gällande namn av Wilhelm Gerhard Walpers. Gliricidia sepium ingår i släktet Gliricidia och familjen ärtväxter. Inga underarter finns listade i Catalogue of Life.

## Bildgalleri

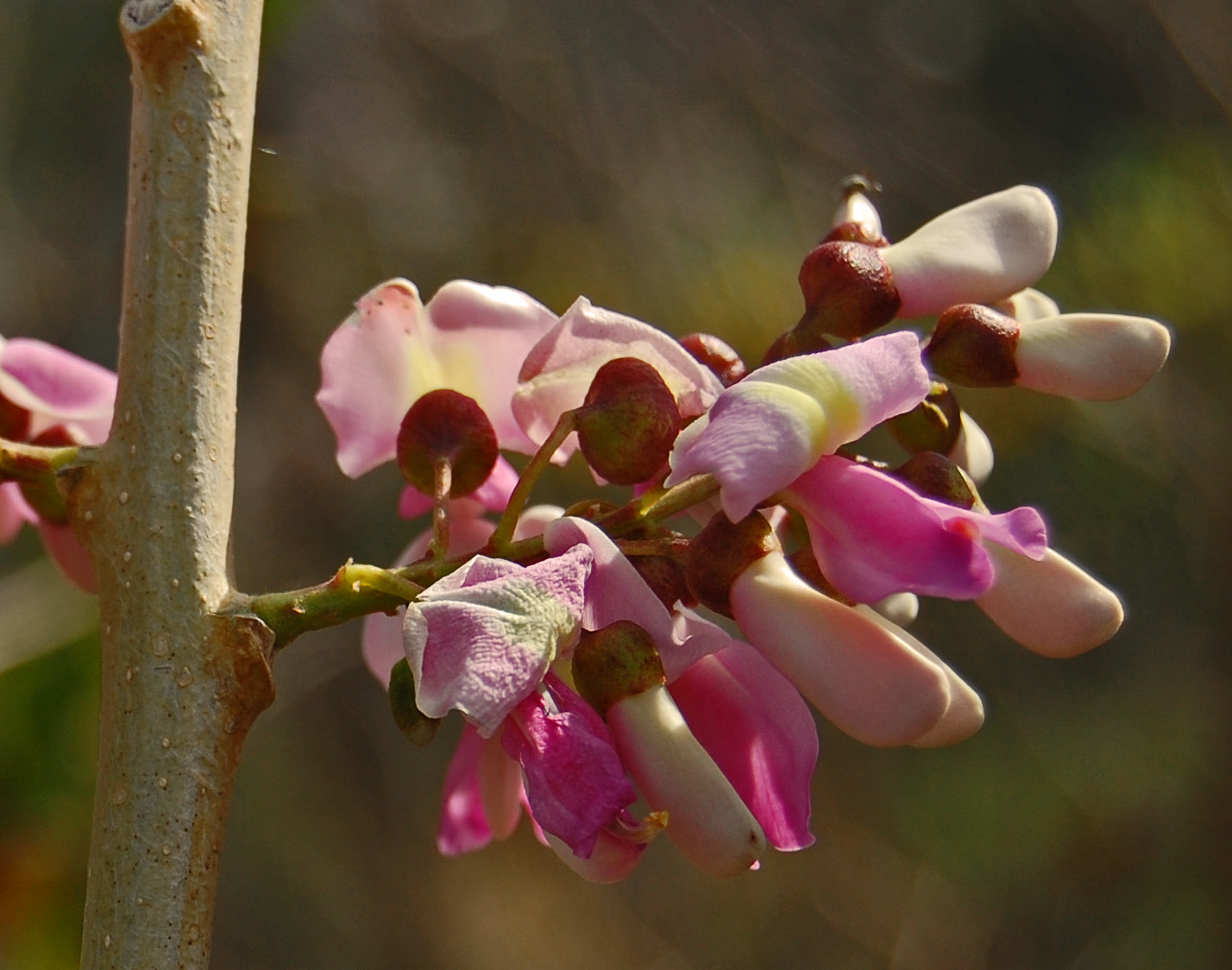
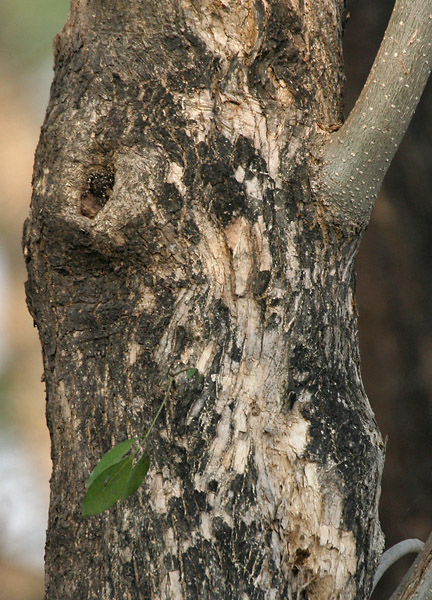
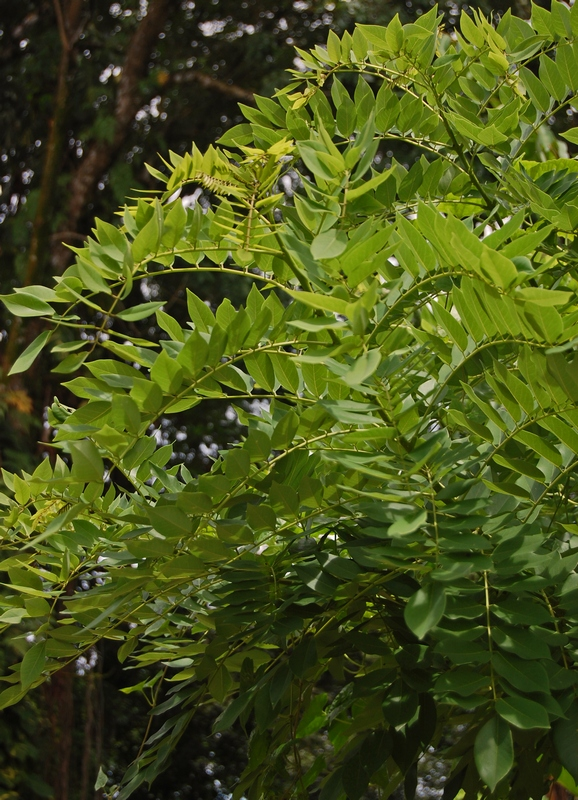
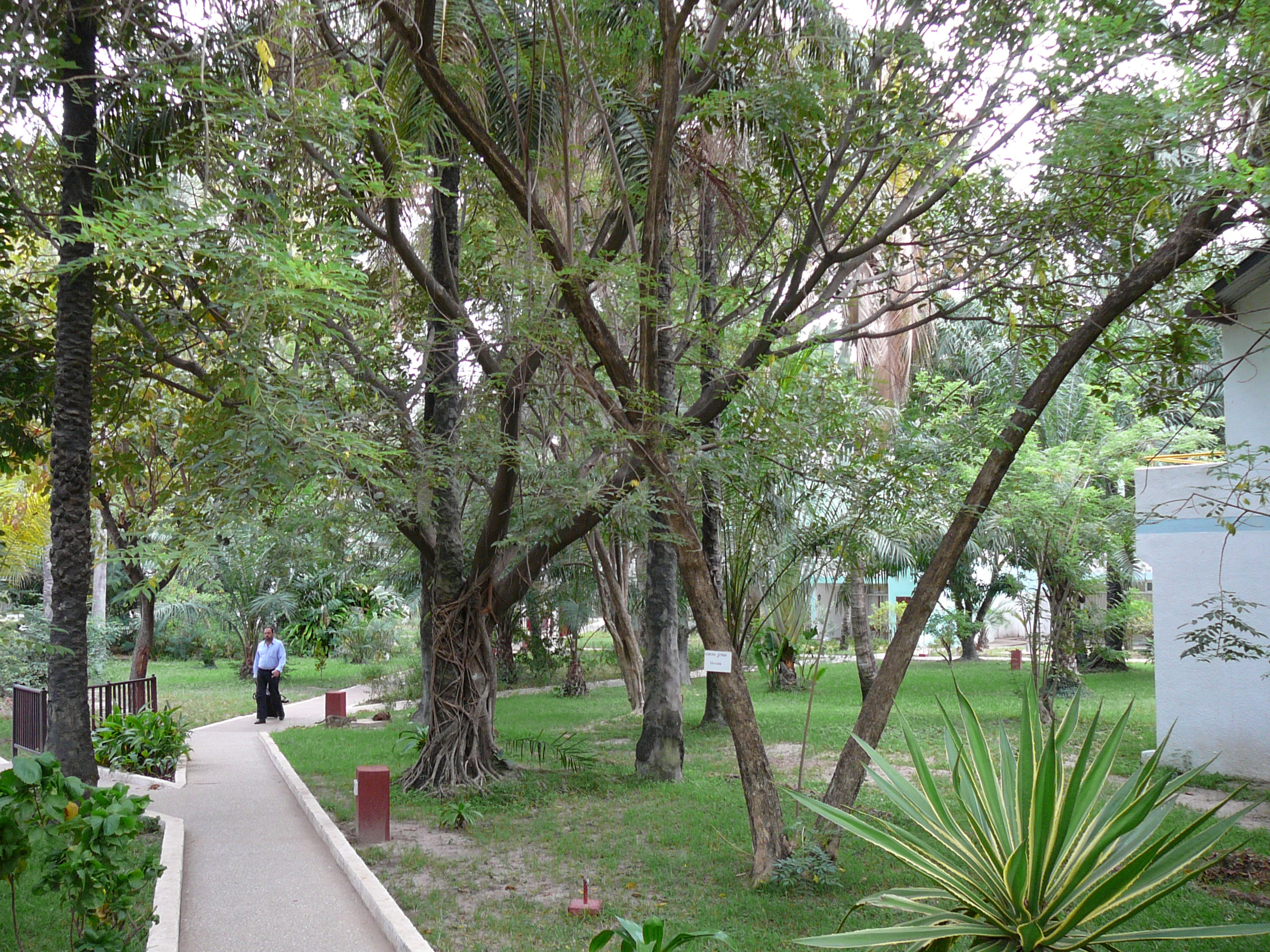
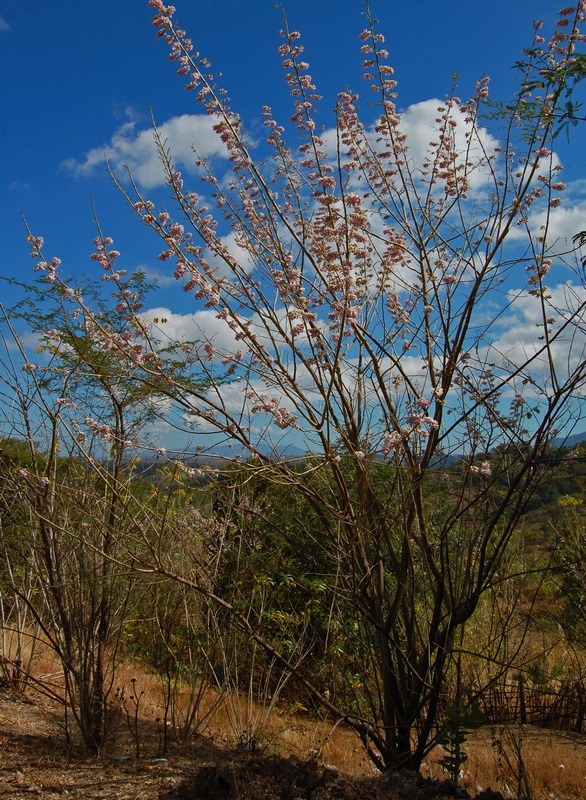
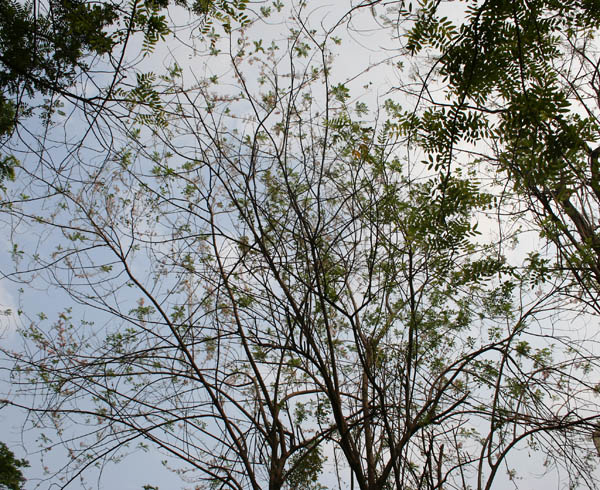